# Жорешть (Галац)
Жорешть, Жорешті (рум. Jorăști) — село у повіті Галац в Румунії. Входить до складу комуни Жорешть.
Село розташоване на відстані 221 км на північний схід від Бухареста, 64 км на північ від Галаца, 131 км на південь від Ясс.

## Населення
За даними перепису населення 2002 року у селі проживали 1265 осіб, з них 1264 особи (99,9%) румунів. Рідною мовою 1264 особи (99,9%) назвали румунську.